# 海因里希·奥古斯特·威廉·迈耶
海因里希·奥古斯特·威廉·迈耶（德語：Heinrich August Wilhelm Meyer，1800年1月10日—1873年6月21日）是德国路德宗牧师和神学家，著有《新约注释》（Meyer's NT Commentary）。